# 安瑟巴河
安瑟巴河（Anseba）是非洲東北部國家厄立特里亞的河流，屬於巴拉卡河的支流，河道全長346公里，發源自首都阿斯馬拉附近的厄立特里亞高地，向西北方向流經克倫，最終在與蘇丹接壤邊境注入巴拉卡河。